# Nelson Piñero
Nelson Piñero es un activista venezolano y militante del partido político opositor Encuentro Ciudadano. Fue detenido el 21 de noviembre de 2023 por publicar mensajes críticos a la gestión de Nicolás Maduro en Twitter. La ONG Foro Penal ha calificado a Piñero como un preso político. En 2025 fue condenado a 15 años de cárcel.

## Detención
El 21 de noviembre de 2023, efectivos del Servicio Bolivariano de Inteligencia (SEBIN) se apersonaron en su casa en Valencia, estado Carabobo, alrededor de las 11:00 p. m. y sin una orden de allanamiento, por publicar mensajes críticos a la gestión de Nicolás Maduro en Twitter. Ante la negativa de Piñero de abrirles la puerta, los funcionarios treparon las paredes de la casa de su hermana e ingresaron a la residencia por las ventanas para detenerlo.
El Tribunal Primero de Control del estado Carabobo emitió una medida de privativa en contra de Piñero, quien fue acusado de "instigación al odio". Posteriormente fue trasladado a la sede del SEBIN en Valencia, donde efectivos le informaron a familiares que "está detenido por cosas de Twitter". El mismo día, Piñero se había expresado con respecto al simulacro del referéndum consultivo sobre la Guayana Esequiba, criticando la demora para ofrecer los resultados y citando declaraciones de funcionarios gubernamentales.  Durante su audiencia de presentación, el tribunal argumentó que la orden de detención se realizó porque Piñero escribía de manera crítica en contra de la gestión de Nicolás Maduro.
La coalición opositora de la Plataforma Unitaria, al igual que la fundadora de Encuentro Ciudadano Delsa Solórzano, han condenado la detención de Piñero. La Plataforma Unitaria denunció que a Piñero se le estaba negando el derecho a la alimentación y las visitas de familiares, mientras que Solórzano declaró que la detención fue denunciada ante la Misión Internacional Independiente de Determinación de Hechos sobre Venezuela y ante la Oficina del Alto Comisionado de las Naciones Unidas para los Derechos Humanos.Otros partidos políticos que denunciaron su detención fueron Vente Venezuela y Primero Justicia. La organización no gubernamental Foro Penal calificó a Piñero como un preso político. El coordinador de la organización no gubernamental Provea, Rafael Uzcátegui, declaró sobre la detención que “nos recuerda el acorralamiento al derecho de libertad de expresión e información en Venezuela, en el contexto de cierre del llamado espacio cívico”. Han transcurrido 558 días desde que fue secuestrado Nelson Piñero por dar su opinión.
El 24 de febrero fue condenado a 15 años de prisión por el juez tercero de juicio del estado Carabobo, Luis Ovalles.